# Akoma
Akoma – duński zespół muzyczny grający metal symfoniczny, założony w roku 2004, przez wokalistkę Tanyę Bell i gitarzystę Mortena Bella, śpiewający po angielsku. Styl grupy wyróżnia jasny, koloraturowy sopran operowy Tanyi Bell. W 2006 roku zespół wydał swój pierwszy materiał promocyjny, mini-album pt.: „Angels of Revenge”. W 2007 ukazał się kolejny materiał promocyjny – „Lost Forest”, który otrzymał kilka pochlebnych recenzji w duńskiej prasie muzycznej. W 2012 ukazuje się kolejny mini-album „The Other Side”, w listopadzie 2016 nagrywają, jedyny jak dotąd, teledysk, z tytułowym utworem, wydanej w 2017r. pierwszej płyty długogrającej „Revangels”.

## Skład zespołu
- Tanya Bell – wokal,
- Morten Harboe Bell – gitary, instrumenty klawiszowe,
- Andreas G. Pedersen – gitary,
- Asmus Høyrup – perkusja,
- Stefan Nielsen – gitara basowa.

## Dyskografia
- „Angels of Revenge” – mini-album (2006r. 7 utworów, 30'21),
- „Lost Forest” – demo (2007r. 3 utwory, 13'31),
- „The Other Side” – mini-album (2012r. 6 utworów, 27'37),
- „Revangels” – teledysk (2016r. z tytułowym utworem wydanej później płyty, opublikowany w Internecie przez Massacre Records)
- „Revangels” – płyta długogrająca (2017r. 9 utworów, 45'34).

## Źródła
- Encyclopaedia Metallum, hasło Akoma, (dostęp 03.01.2019),
- Oficjalna strona zespołu (dostęp 03.01.2019),
- Okładka płyty "Revangels".